# Deborah Chiesa
Deborah Chiesa (* 13. Juni 1996 in Trient) ist eine italienische Tennisspielerin.

## Karriere
Chiesa begann im Alter von sechs Jahren mit dem Tennissport und spielt am liebsten auf Hartplätzen. Sie spielt vorrangig Turniere des ITF Women’s Circuit, wo sie bereits drei Titel im Einzel und 13 im Doppel gewinnen konnte.
Ihr erstes Profiturnier spielte sie im August 2010 in Innsbruck.
2013 nahm sie bei den Australian Open sowohl im Einzel als auch im Doppel des Juniorinnenwettbewerbs teil. Im Einzel unterlag sie der US-Amerikanerin Allie Kiick mit 3:6 und 4:6, im Doppel zusammen mit ihrer Partnerin Aliona Bolsova Zadoinov dem Duo Antonia Lottner und Erin Routliffe mit 2:6 und 2:6 jeweils bereits in der ersten Runde.
Ihren ersten Titel gewann sie im Doppel beim mit 10.000 US-Dollar dotierten ITF-Turnier in Tinajo im Januar 2014 zusammen mit ihrer Partnerin Yuliana Lizarazo. Es folgten 2014 und 2015 noch weitere fünf Doppeltitel bei ITF-Turnieren.
2016 gewann sie zusammen mit ihrer Partnerin Martina Colmegna die Internazionali Femminili di Tennis 2016, einem mit 50.000 US-Dollar dotierten Turnier in Brescia.
Im Mai 2017 erhielt sie für die Internazionali BNL d’Italia, einem mit über zwei Millionen US-Dollar dotierten WTA Premier 5-Turnier sowohl eine Wildcard für das Hauptfeld im Einzel als auch mit ihrer Partnerin Stefania Rubini für das Hauptfeld im Doppel. Bei beiden Konkurrenzen verlor sie aber bereits in der ersten Runde. Im August stand sie jeweils im Finale der boso Ladies Open Hechingen 2017 und eine Woche später der Montreux Ladies Open 2017. Im November scheiterte sie in der Qualifikation zu den Engie Open de Limoges bereits in der ersten Runde mit 3:6 und 3:6 an Elena-Gabriela Ruse. Sie beendete das Jahr Ende November mit ihrem dritten Einzeltitel dieses Jahres gegen Katarzyna Piter beim Turnier im polnischen Sowade mit einem 6:2, 4:6 und 6:4 im Finale.
2018 startete sie bei der Qualifikation zu den ASB Classic in Auckland, wo sie nach Siegen über Suzy Larkin und Tereza Mrdeža in der letzten Qualifikationsrunde durch eine Niederlage gegen Sachia Vickery knapp am Einzug ins Hauptfeld scheiterte.
Im Februar 2018 spielte sie in Chieti gegen Spanien erstmals für die italienische Fed-Cup-Mannschaft. In ihrer Fed-Cup-Bilanz hat sie einen Sieg und eine Niederlage  stehen.

## Turniersiege

### Einzel
| Nr. | Datum              | Turnier                  | Kategorie   | Belag           | Finalgegnerin   | Ergebnis      |
| --- | ------------------ | ------------------------ | ----------- | --------------- | --------------- | ------------- |
| 1.  | 15. Juli 2017      | Turin                    | ITF $25.000 | Sand            | Renata Zarazúa  | 6:3, 2:6, 7:5 |
| 2.  | 16. September 2017 | Santa Margherita di Pula | ITF $25.000 | Sand            | Jessica Pieri   | 7:63, 6:3     |
| 3.  | 19. November 2017  | Sowade                   | ITF $25.000 | Teppich (Halle) | Katarzyna Piter | 6:2, 4:6, 6:4 |

### Doppel
| Nr. | Datum             | Turnier                  | Kategorie   | Belag             | Partnerin            | Finalgegnerinnen                        | Ergebnis          |
| --- | ----------------- | ------------------------ | ----------- | ----------------- | -------------------- | --------------------------------------- | ----------------- |
| 1.  | 26. Januar 2014   | Tinajo                   | ITF $10.000 | Hartplatz         | Yuliana Lizarazo     | Arabela Fernández Rabener Elise Mertens | 6:2, 3:6, [13:11] |
| 2.  | 5. Juli 2014      | Todi                     | ITF $10.000 | Sand              | Beatrice Lombardo    | Federica Di Sarra Alice Savoretti       | 6:3, 3:6, [10:8]  |
| 3.  | 23. August 2014   | Duino Aurisina           | ITF $10.000 | Sand              | Francesca Segarelli  | Alexandra Nancarrow Naomi Totka         | 7:63, 6:2         |
| 4.  | 8. Februar 2015   | Port El-Kantaoui         | ITF $10.000 | Hartplatz         | Beatrice Lombardo    | Sharrmadaa Baluu Michika Ozeki          | 6:3, 6:2          |
| 5.  | 7. März 2015      | Solarino                 | ITF $10.000 | Hartplatz         | Camilla Rosatello    | Marta Bellucco Camilla Scala            | 7:64, 6:3         |
| 6.  | 13. Dezember 2015 | Artisei                  | ITF $10.000 | Hartplatz (Halle) | Adrijana Lekaj       | Chiara Grimm Nina Stadler               | 6:1, 6:3          |
| 7.  | 15. Mai 2016      | Santa Margherita di Pula | ITF $10.000 | Sand              | Olga Parres Azcoitia | Federica Arcidiacono Martina Spigarelli | 6:4, 6:4          |
| 8.  | 4. Juni 2016      | Brescia                  | ITF $50.000 | Sand              | Martina Colmegna     | Cindy Burger Stephanie Vogt             | 6:3, 1:6, [12:10] |
| 9.  | 19. Juni 2016     | Sassuolo                 | ITF $10.000 | Sand              | Alice Balducci       | Tatiana Pieri Lucrezia Stefanini        | 6:4, 6:2          |
| 10. | 28. Mai 2017      | Caserta                  | ITF $25.000 | Sand              | Martina Colmegna     | Diāna Marcinkēviča Camilla Rosatello    | 7:65, 6:4         |
| 11. | 3. September 2017 | Bagnatica                | ITF $25.000 | Sand              | Martina Colmegna     | Julia Grabher Melanie Stokke            | 6:3, 4:6, [10:6]  |
| 12. | 26. August 2023   | Verbier                  | ITF W25     | Sand              | Dalila Spiteri       | Inès Ibbou Naïma Karamoko               | 1:6, 6:3, [10:7]  |
| 13. | 10. Mai 2025      | Santa Margherita di Pula | ITF W35     | Sand              | Dalila Spiteri       | Ariana Geerlings Sofia Rocchetti        | Walkover          |